# Lithiumhydroxid
Lithiumhydroxid er en uorganisk forbindelse med den molekylformelen LiOH. Det er et hvidt hygroskopisk krystallinsk stof. Det er opløseligt i vand og lidt opløseligt i ethanol, og er den svageste base blandt alkalimetal-hydroxiderne. Det er kommercielt tilgængeligt både i en vandfri form og som monohydrat (LiOH.H2O), som begge er stærke baser.

## Fremstilling og reaktioner
Lithiumhydroxid bliver produceret i en metatese-reaktoin mellem lithiumcarbonat og calciumhydroxid:
Li2CO3 + Ca(OH)2 → 2 LiOH + CaCO3
Den første produkt er et hydrat, som blive dehydreret ved at opvarme stoffet til 180 °C i vakuum.
I laboratoriet dannes lithiumhydroxid under påvirkning af vand på lithium eller lithiumoxid. Reaktionsligningen for processen går som følger:
2 Li + 2 H2O → 2 LiOH + H2
Li2O + H2O → 2 LiOH
Typisk bliver disse reaktioner forsøgt undgået.
Selvom lithiumcarbonat er mere udbredt, er hydroxidet en effektiv precursor til fremstilling af lithiumsalte:
LiOH + HF → LiF + H2O.

## Anvendelse
Lithiumhydroxid bliver hovedsageligt brugt til produktionen af lithiumsæber. En populær lithiumsæbe er lithiumstearat, som bliver brugt som smøremiddel til mange forskellige formål, som følge af dets høje modstandsdygtighed for vand, og fordi det kan bruges ved både høje og lave temperaturer.

### Kuldioxidscrubbing
Lithiumhydroxid bruges som regel til oprensningsystemer af indåndingsluft i rumskibe, ubåde og rebreathere til at fjerne kuldioxid fra udåndingsluft ved at lave lithiumcarbonat og vand:
2 LiOH·H2O + CO2 → Li2CO3 + 3 H2O
Eller: 
2LiOH + CO2 → Li2CO3 + H2O
Sidstnævnte, vandfri hydroxid, er at foretrække på grund af dets lavere masse og laverede vandproduktion i respirationssystemet i rumskibe Et gram vandfrit lithiumhydroxid kan fjerne 450 cm3 kuldioxid. Monohydratet mister vand ved 100–110 °C.

### Andre anvendelser
Det bliver brugt til varmeoverføringsmediom og som batteri elektrolyt. Det bliver også brugt i keramiske materialer og i visse typer portlandcement. Lithiumhydroxid (isotopisk beriget i lithium-7) bliver brugt til alkalisere reaktorkøleren i trykvandsreaktorer til bekæmpelse af korrosion.